# FitGirl Repacks
FitGirl Repacks és un lloc web que distribueix videojocs piratejats. FitGirl Repacks és conegut per "reempaquetar" els jocs, comprimint-los significativament perquè puguin descarregar-se i compartir-se de manera més eficient. TorrentFreak va incloure FitGirl Repacks al sisè lloc el 2021 i al novè lloc a les llistes dels 10 llocs de torrents més populars de 2020.
FitGirl Repacks no pirateja jocs, sinó que utilitza instal·ladors de jocs existents o arxius de jocs piratejats, com ara llançaments de l'escena warez, i els torna a empaquetar a una mida de descàrrega significativament menor. Els jocs reempaquetats, generalment limitats a Microsoft Windows, es distribueixen mitjançant serveis d'allotjament d'arxius i BitTorrent. Les instruccions de descàrrega i la informació per als nous llançaments es publiquen al lloc web del bloc FitGirl Repacks i en tres directoris de torrents: 1337x, RuTor i Tapochek. FitGirl Repacks té la seva seu a Letònia.
L'anomenada mascota de FitGirl Repacks és l'actriu francesa Audrey Tautou, tal com apareix en la pel·lícula Amélie de 2001.

## Història
El 2012, el grup va començar a comprimir arxius de jocs per a ús personal. Després de descobrir que els reempaquetats públics en llocs pirates eren molt més petits que els seus reempaquetats en aquell moment, van decidir aprendre a optimitzar la seva pròpia compressió. En aquell moment, els reempaquetats eren primitius i lents, però va millorar ràpidament. Molt aviat, estaven reempaquetant jocs cada dia. Després d'adonar-se que els seus reempaquetaments estaven més optimitzats que els que ja estaven disponibles, va decidir començar a compartir els seus reempaquetaments, començant amb un reempaquetament del videojoc Geometry Wars 3: Dimensions en rastrejadors russos. A això li van seguir molts més "repacks", amb un gran èxit.